# Ramnäs
Ramnäs, uttal (fil) /'ramnæs/, är en tätort i Surahammars kommun och kyrkbyn i Ramnäs socken. Ramnäs ligger 8 kilometer norr om Surahammar. Samhället, som är beläget vid järnvägslinjen Kolbäck-Fagersta, har en del tillverkningsindustri fördelat på flera företag, men med ursprung i ett gammalt järnbruk.

## Historia
Ramnäs är en bruksort med gamla anor. Redan år 1590 anlades den första stångjärnshammaren vid Kolbäcksån av Katarina Stenbock, som fått området i änkepension efter maken kung Gustav Vasa. Hammaren fick därför namnet Kungshammaren. Tackjärnet fick man från olika hyttor belägna uppströms. 
Olika fogdar drev verksamheten till 1636 då Christier Månsson erhöll Ramnäs som arrende. Han rustade upp den då ganska förfallna kungshammaren och lät även uppföra två nya hammare intill, Gårdhammaren och Västra hammaren. 1643 erhöll han privligier på dessa. Då hade redan tidigare två andra köpmän från Västerås Johan Månsson Bäck och Johan Christersson etablerat sig vid strömmen. Johan Månsson Bäck uppförde 1620 Bäckhammaren och Johan Christersson 1625 Köpmanhammaren. Christier Månssons son Erik Christiersson kom att överta arrendet och friköpte 1680 sina hammare från kronan. Han köpte också betydande andelar i Köpmanhammaren. 
Efter hans död 1701 kom dock ägandet att bli alltmer uppsplittrat. Sonen Joachim Christernins arrenderade de övrigas lotter till han avled 1716 varpå Carl Wendelin, som även gifte sig med Christernins änka övertog arrendet. Carl Wendelin avled 1746 varvid hans andelar köptes av Jakob Tersmeden, brukspatron på Larsbo bruk redan hans farfar Reinhold Tersmeden hade skaffat sig andelar i Västra hammaren genom att köpa andelar av Erik Christierssons syster. Samtidigt hade dock västeråsrådmannen Magnus Schenström i början av 1730-talet köpt andra andel i de olika hamrarna och hans son med samma namn lät utöka sitt ägande och lät uppföra en herrgård som stod färdig 1762. Jacob Tersmeden lät å sin sida 1756 restaurera den karolinska herrgården på andra sidan Ramsnäsströmmen.
Per Reinhold Tersmeden kom, efter flera års målvedvetna förvärv, att vara ensam ägare till Ramnäs från 1834. Under familjen Tersmeden utvecklade sedan Ramnäs till en av Sveriges ledande stångjärnsproducenter. 1868 uppfördes det första valsverket. Hanna Styrell bodde här i slutet av 1800-talet, då hon gifte in sig i ägarfamiljen. 
Genom att anställa ett antal erfarna kättingsmeder från det nedlagda Furudals bruk i Dalarna kom kätting med tiden att bli Ramnäs egen produkt. Den gamla kättingsmedjan byggd i slaggtegel är bevarad. Verksamheten ombildades 1874 under namnet Ramnäs Bruks AB. Under 1930-talet började man även tillverka rostfria diskbänkar. Idag är produktionen delad på flera företag, men kätting tillverkas alltjämt. Det var dock nära att denna verksamhet lades ned i februari 2003 då den norska ägaren Scana begärde sitt dotterbolag i Ramnäs i konkurs. Med hjälp av pengar från Svensk Rekonstruktionskapital AB och AB Arvid Svensson Invest kunde emellertid verksamheten räddas, och ett nytt bolag bildades; Ramnäs Bruk AB.

### Befolkningsutveckling
| Befolkningsutvecklingen i Ramnäs 1950–2020                                                          | Befolkningsutvecklingen i Ramnäs 1950–2020 | Befolkningsutvecklingen i Ramnäs 1950–2020 | Befolkningsutvecklingen i Ramnäs 1950–2020 | Befolkningsutvecklingen i Ramnäs 1950–2020 |
| --------------------------------------------------------------------------------------------------- | ------------------------------------------ | ------------------------------------------ | ------------------------------------------ | ------------------------------------------ |
| |                                            |                                            |                                            |                                            |
| År                                                                                                  |                                            |                                            | Folkmängd                                  | Areal (ha)                                 |
| 1950                                                                                                | 1950                                       |                                            | 1 103                                      |                                            |
| 1960                                                                                                | 1960                                       |                                            | 1 614                                      |                                            |
| 1965                                                                                                | 1965                                       |                                            | 1 880                                      |                                            |
| 1970                                                                                                | 1970                                       |                                            | 1 920                                      |                                            |
| 1975                                                                                                | 1975                                       |                                            | 1 861                                      |                                            |
| 1980                                                                                                | 1980                                       |                                            | 1 815                                      |                                            |
| 1990                                                                                                | 1990                                       |                                            | 1 585                                      | 215                                        |
| 1995                                                                                                | 1995                                       |                                            | 1 622                                      | 216                                        |
| 2000                                                                                                | 2000                                       |                                            | 1 552                                      | 216                                        |
| 2005                                                                                                | 2005                                       |                                            | 1 489                                      | 216                                        |
| 2010                                                                                                | 2010                                       |                                            | 1 465                                      | 214                                        |
| 2015                                                                                                | 2015                                       |                                            | 1 333                                      | 163                                        |
| 2020                                                                                                | 2020                                       |                                            | 1 216                                      | 117                                        |
| Anm.: 2015 utbröts området i norr och bildade småorten Brattheden 2020 bröts småorten Ramnäsbruk ut |                                            |                                            |                                            |                                            |

## Sevärdheter
Den Schenströmska herrgården från 1762 på åns västra sida används idag som hotell och konferensanläggning. Familjen Tersmedens herrgård, byggd i början av 1800-talet i empirestil finns också kvar och ligger på åns östra sida.
Ramnäs bruksområde innehåller den sista lancashiresmedjan i världen som lades ned så sent som 1964. Stora insatser har sedan dess gjorts för att bevara så mycket som möjligt av miljön. Ramnäs bruksområde är ett arbetslivsmuseum och en del av Ekomuseum Bergslagen. Vidare finns en kättingsmedja med rester kvar av en köpmanhammare. I en före detta arbetarbostad har hembygdsföreningen sina lokaler med bland annat en inredd arbetarbostad och ett skolmuseum från ca 1900. Herrgårdarna är renoverade, och smedjan är så gott som i samma skick som när den lades ned. Även flera kringliggande byggnader har restaurerats, till exempel en märklig magasinsbyggnad som är en av landets längsta träbyggnader (järnboden). En ursprunglig smedbostad finns bevarad vid Bergslagsvägen. Den byggdes av Per Reinhold Tersmeden 1793 för smederna. Huset kallades Kungshammar liksom den närbelägna hammaren. Strax söder om Ramnäs, på en höjd, i anslutning till sjön Gnien ligger den gamla bergsmansgården Säter vackert belägen. Gården är känd sedan medeltiden och uppvisar ett antal kulturhistoriskt värdefulla byggnader.
En lång spång byggdes i slutet av 1700-talet över Kolbäcksån. Den användes av smederna som gångväg mellan den gamla smedjan och smedbostäderna vid Bergslagsvägen. Spången renoverades 2018. Nära gångens mitt finns ett stort järntorn. Det användes förr till en linbana för transport av träkol till kolhusen som låg nära den första lancashiresmedjan. Spången är vid dess östra ände grundlagd på fundament som användes för Ramnäs andra kraftverk, som var i drift några år från 1912.

## Utbildning
Ramnäs har en grundskola och två förskolor.

## Galleri

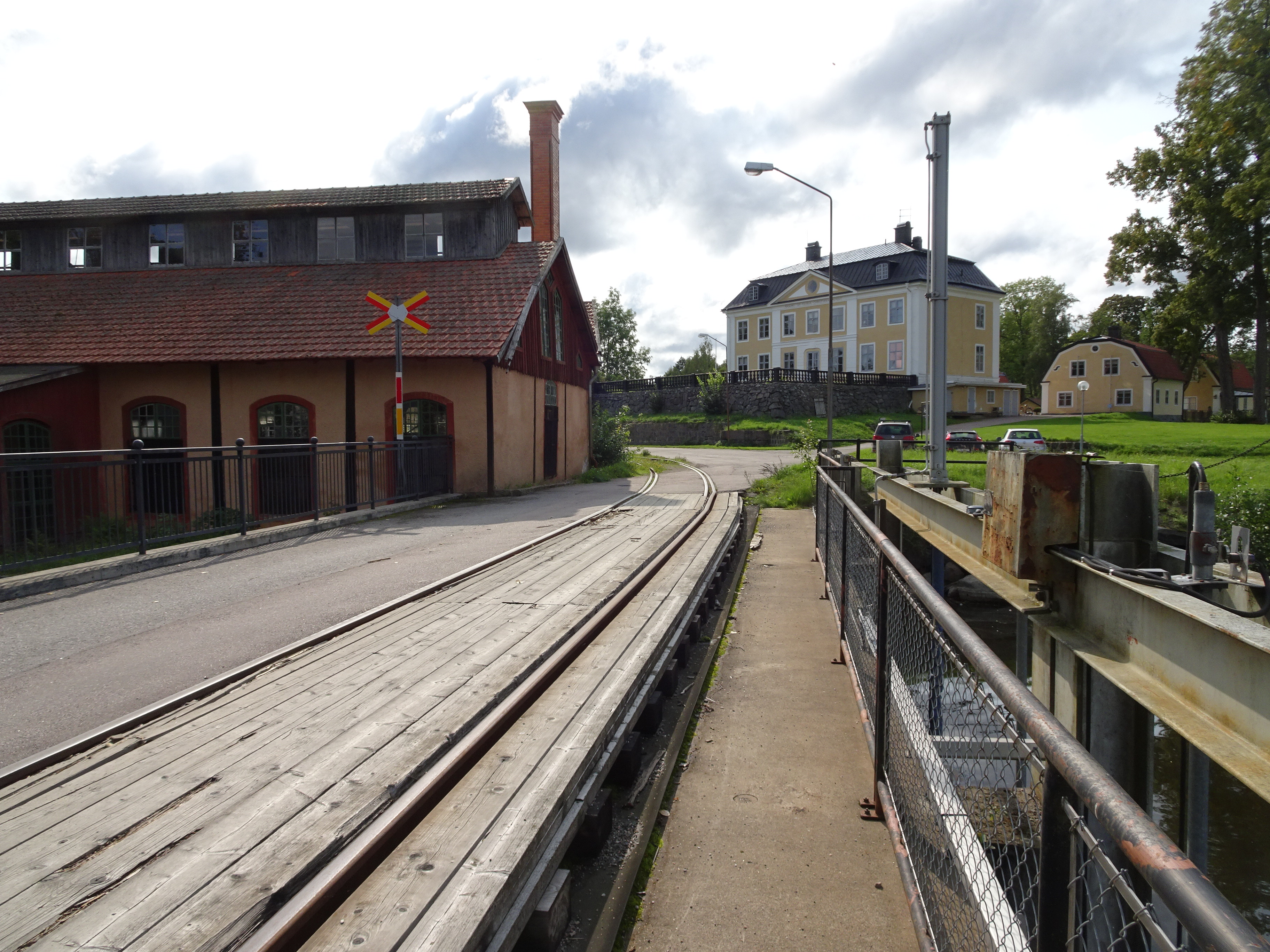
Lancashiresmedjan och Schenströmska herrgården.
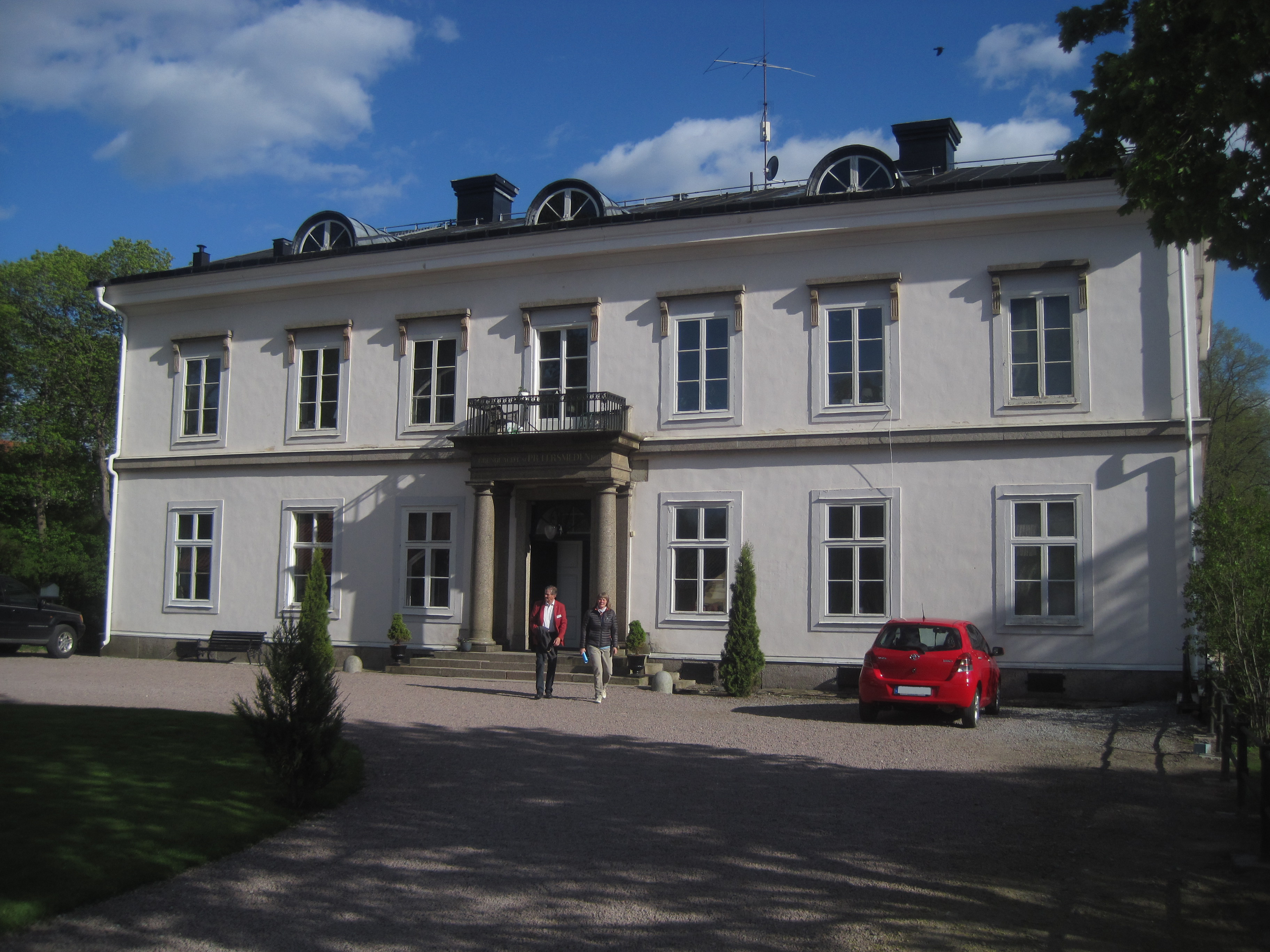
Tersmedenska herrgården, uppförd 1801.
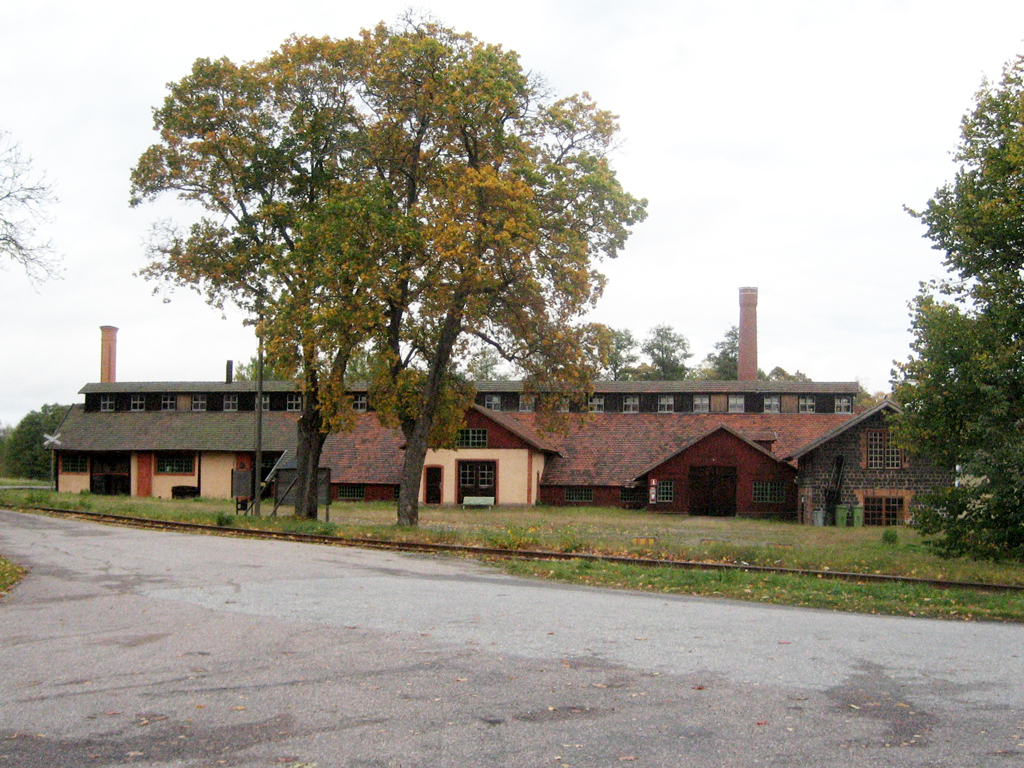
Lancashiresmedjan i Ramnäs.
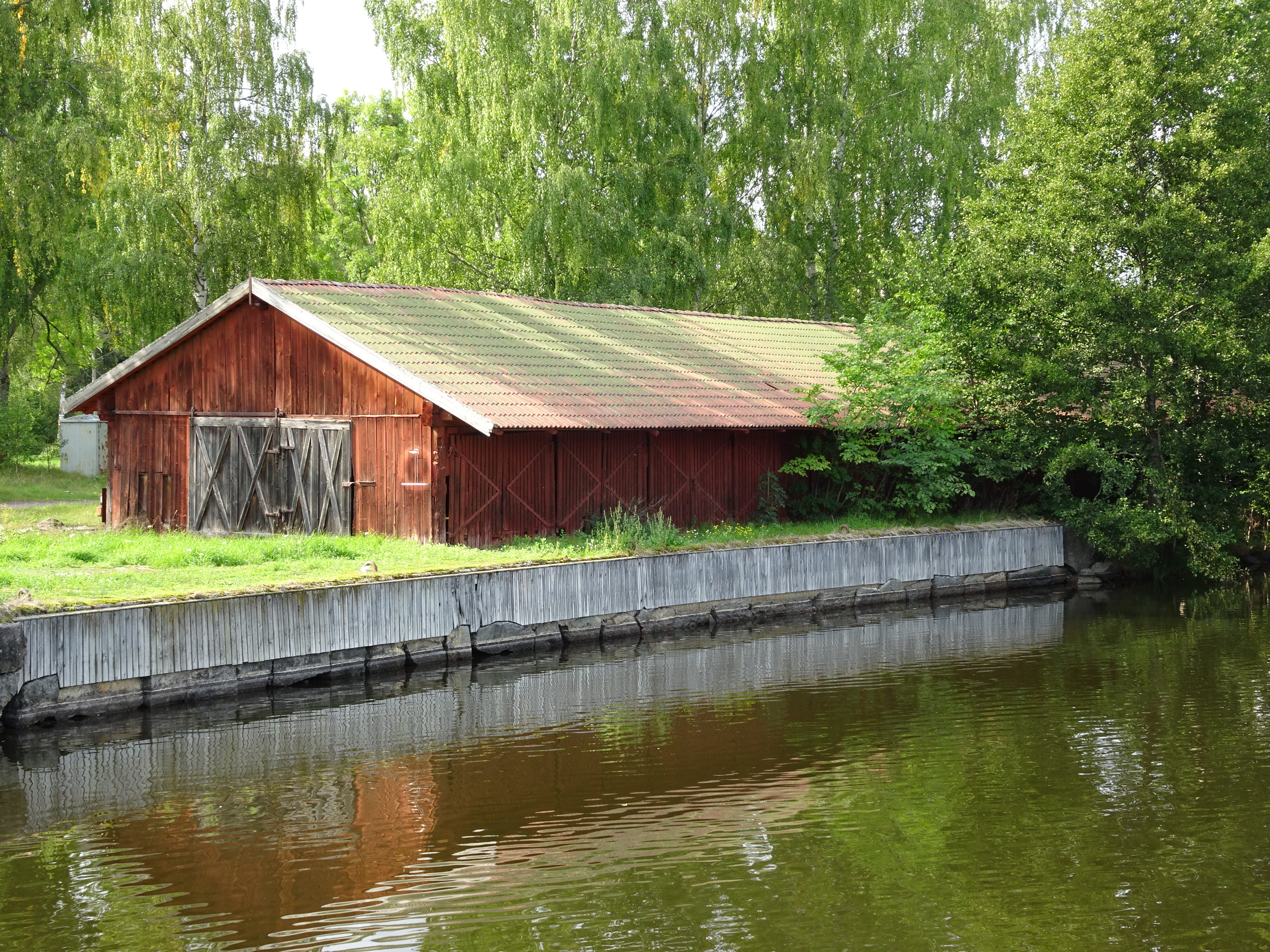
Järnboden för lagring av stångjärn innan transport på Strömsholms kanal.
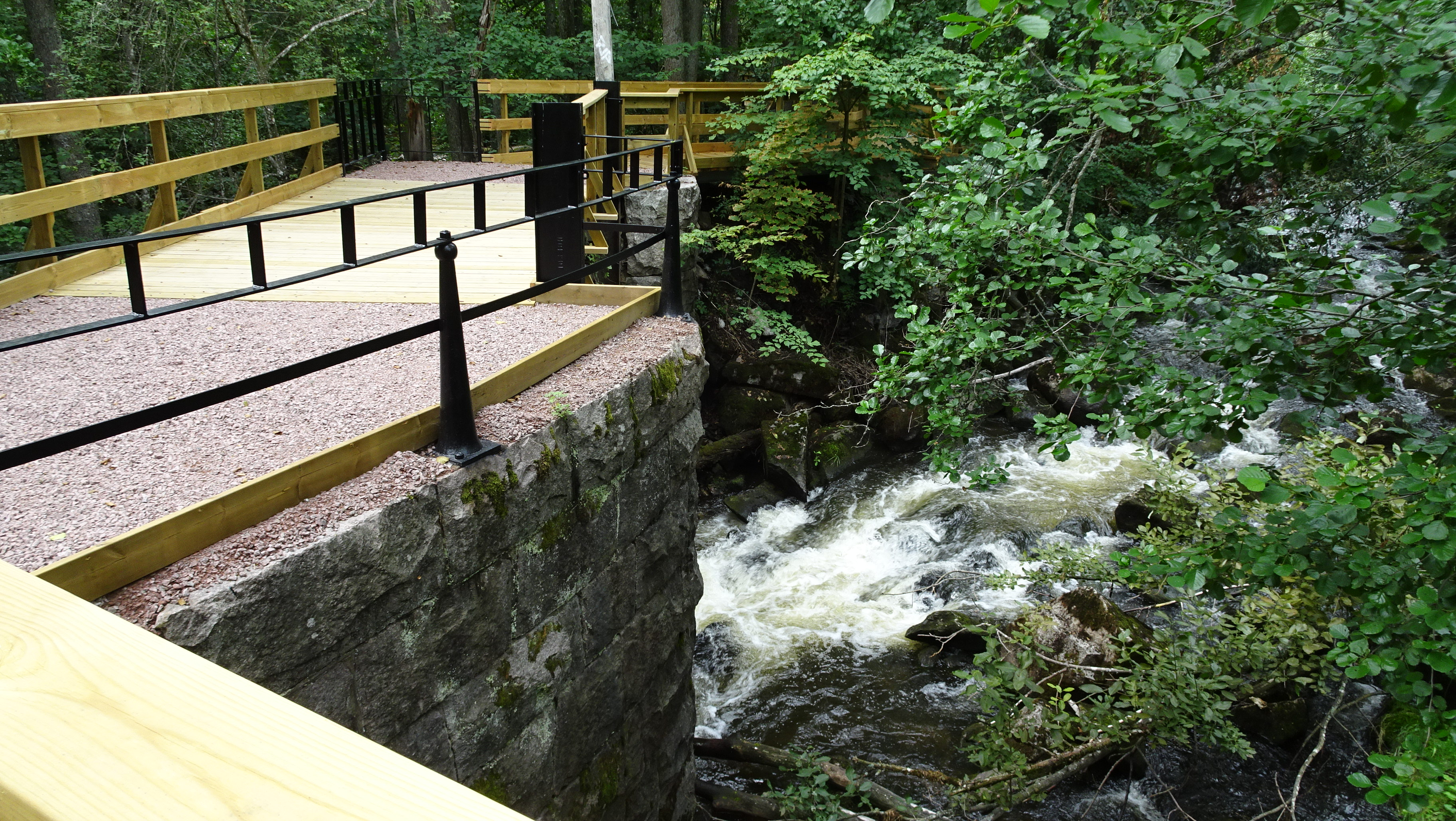
Spången över forsen i Kolbäcksån.

## Lancashiresmedjan

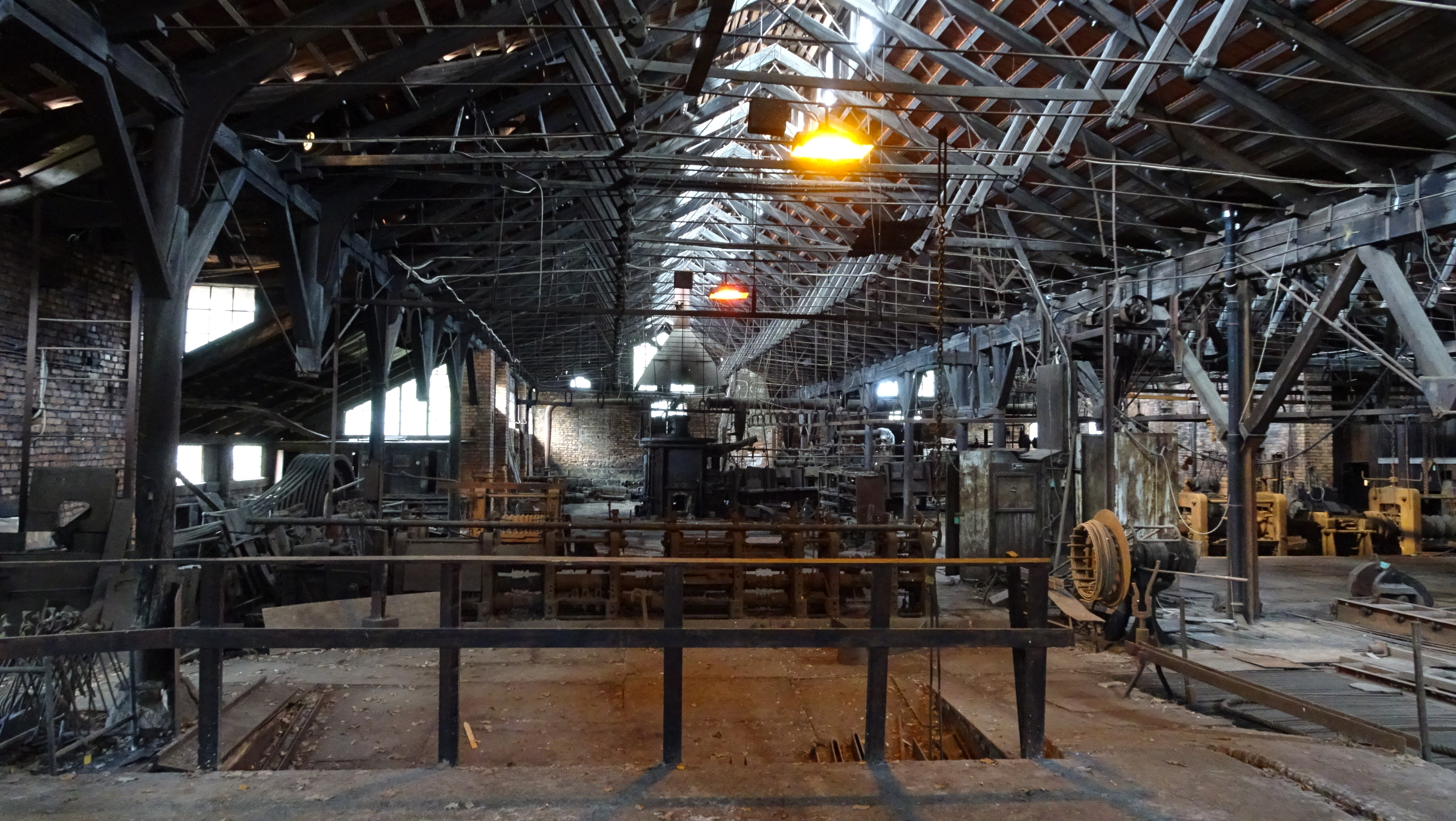
Interiör av Lancashiremedjan.

Byggnaden som i dag kallas Lancashiresmedjan och som är en del av Ramnäs bruksområde var från början ett valsverk som anlades 1868. Lancashirehärdarna flyttades in i valsverksbyggnaden 1917.
Den första Lancashiresmedjan i Ramnäs anlades 1854 och låg ca 250 m söderut vid Kolbäcksån. Där fanns 1918 åtta Lancashirehärdar och kraft erhölls från tre vattenhjul. Dessa drev två mumblingshammare och en räckhammare.
Strömsholms kanal kunde från 1795 användas för intransport norr ifrån av tackjärn från masugnar och utleverans av stångjärn söderut via Borgåsund och Mälaren mot Stockholm. Från 1876 fanns Stockholm–Västerås–Bergslagens Järnvägar tillgänglig i Ramnäs och från 1890-talet med spår för hela tågsätt in på bruksområdet. Träkol hämtades lokalt runt bruket.
Tackjärn till lancashirehärdarna levererades från masugnar i Västerbergslagen (Ludvika och Smedjebackens kommuner) och mellan 1873 – 1907 från de egna masugnarna i Seglingsberg och Mattsbo i Smedjebackens kommun.
1868 anlades valsverksbyggnaden med de tre valsverk som vi kan se i dag. Alla valsverken var från början drivna av vattenhjul. 1897 elektrifierades finvalsverket med kraft från en kraftstation i ett av fallen.
Ramnäs andra kraftstation byggdes strax nedanför smedbostaden Kungshammar vid Kolbäcksåns östra sida 1912. Det ersattes redan efter några år med nästa nya större kraftverk.
1915 anlades en damm i Kolbäcksån mellan herrgårdarna för att höja vattennivån i Stora Nadden. Man grävde en kanal och anlade en elektrisk kraftstation söder om Ramnäs bruk. Därmed elektrifierades även valsverkets två återstående valsverk: grovverket och universalverket. Samtidigt försvann större delen av vattenströmmen i forsen vid bruket. En ånghammare installerades 1917. Samma år flyttades fyra av åtta Lancashireugnar till valsverksbyggnaden. Tre av dessa finns kvar i dag. Därmed stängdes den sista vattendrivna hammaren, Köpmanhammaren.
Hasselfors Bruks AB övertog ägandet från 1917 och använde tackjärn från den egna masugnen Svartå nära Degerfors. Den masugnen var en träkolsmasugn och var Sveriges sista träkolsmasugn när den stängdes 1966.

### Transport av tackjärn
Tackjärnsgaltarna förvarades på tackjärnsgården. Tackjärn har olika egenskaper från olika masugnar. Det var noga med att blanda tackjärn från olika masugnar i bestämda proportioner. Gamla erfarna smeder kunde som tackjärnsvägare utföra det uppdraget. Uppvägningen gjordes redan vid tackjärnsgården. Man vägde upp tackjärn för en smälta (ca 165 kg). Tackjärnsvågen hängde i ett hjul som löpte på en skena. Den ledde till lancashirehärdarna i valsverksbyggnaden. 

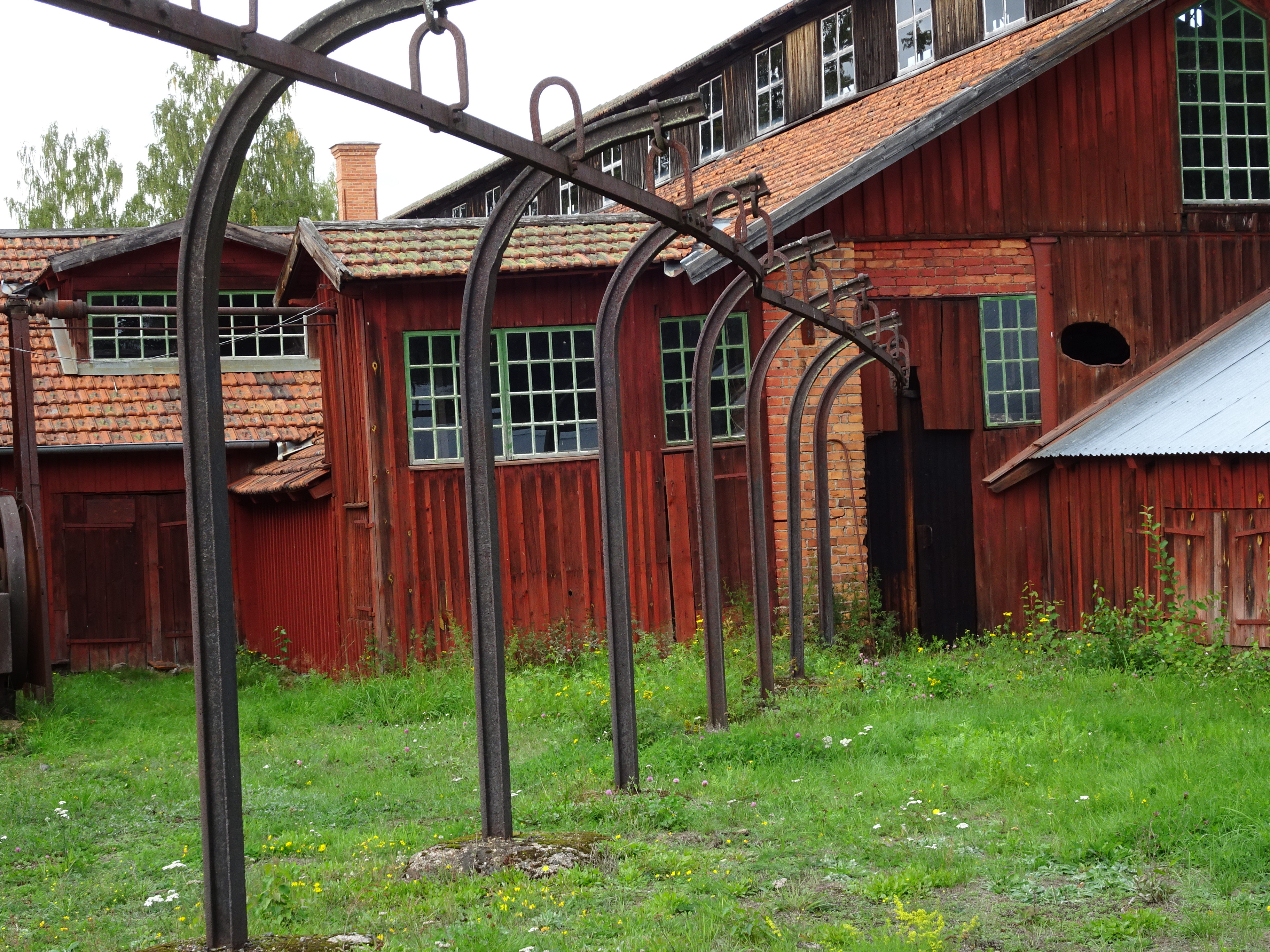
Transportbana för tackjärn från tackjärnsgården in till lancashiresmedjan.
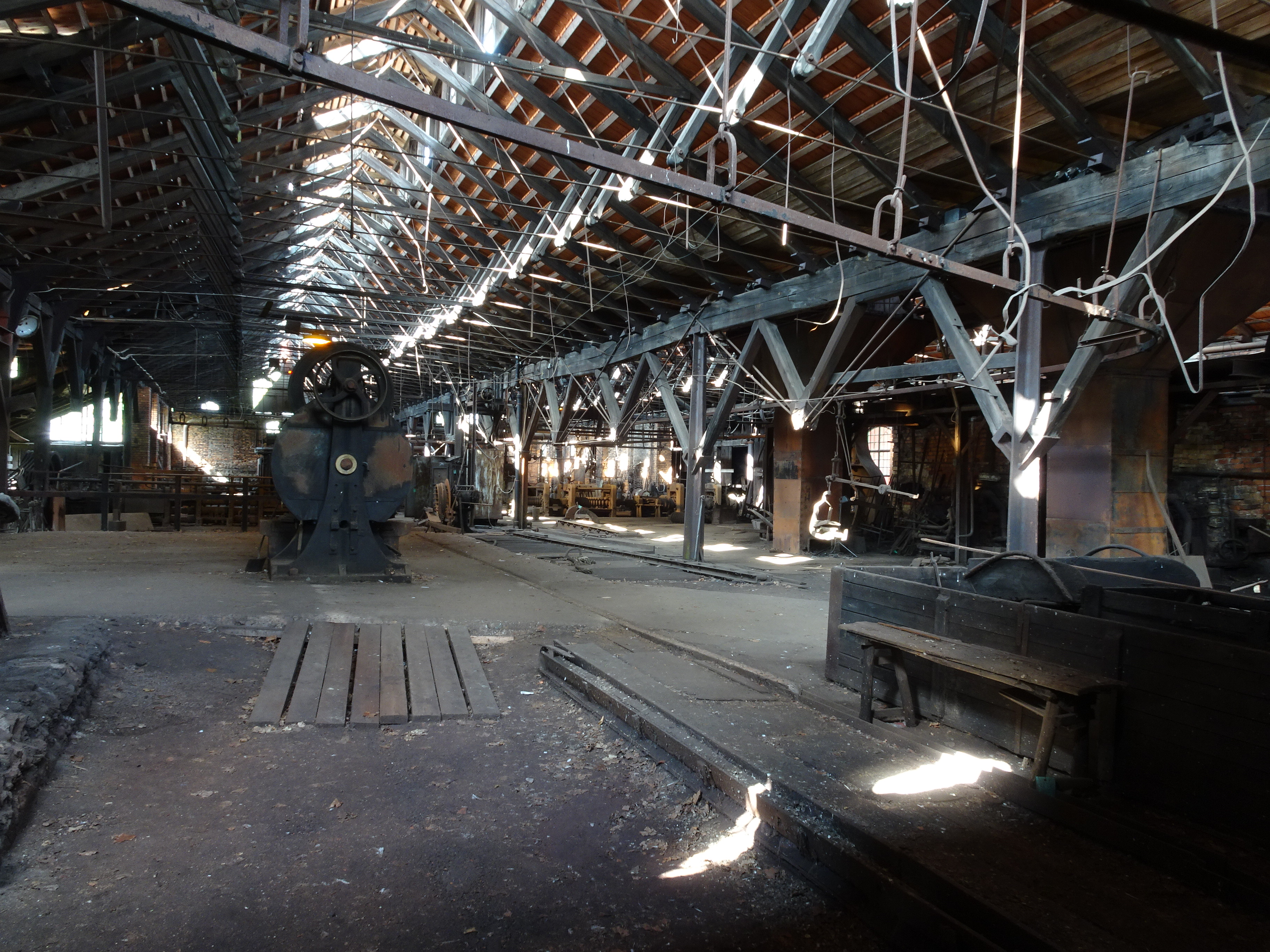
Transportbana i taket för tackjärn till lancashirehärdarna.

### Lancashirehärdarna

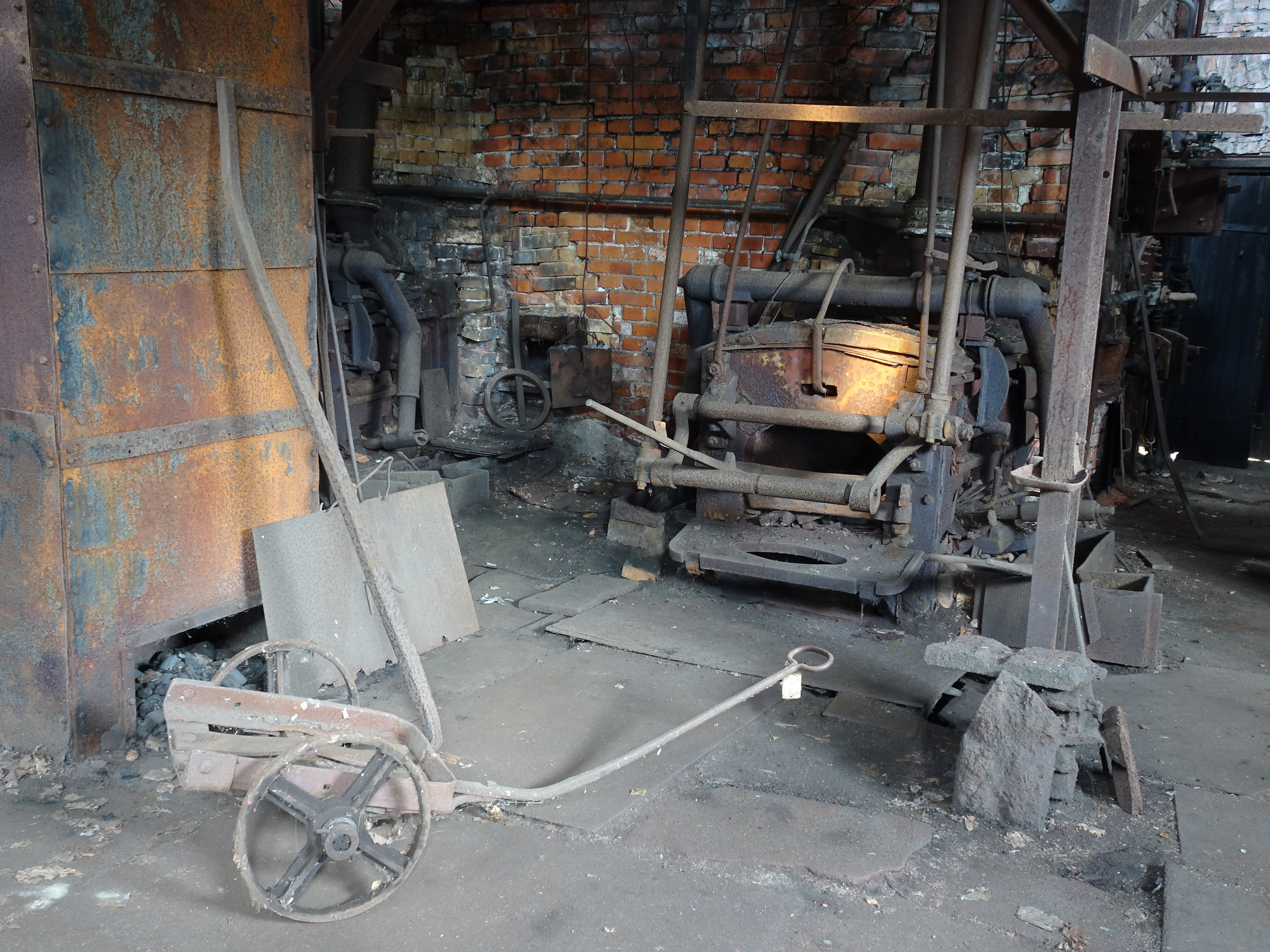
En lancashirehärd av tre.

Det finns  i dag tre lancashirehärdar i valsverksbyggnaden.
Tackjärnsgaltarna förvarades på tackjärnsgården. Tackjärn har olika egenskaper från olika masugnar. Det var noga med att blanda tackjärn från olika masugnar i bestämda proportioner. Gamla erfarna smeder kunde som tackjärnsvägare utföra det uppdraget. Uppvägningen gjordes redan vid tackjärnsgården. Man vägde upp tackjärn för en smälta (ca 165 kg). Tackjärnsvågen hängde i ett hjul som löpte på en skena. Den ledde till lancashirehärdarna i valsverksbyggnaden. 
Träkol behövdes för förbränningen. Det förvarades i jättestora kolhus. I kolhuset arbetade kolskjutarna med att ta emot och skicka iväg träkol efter behov. Träkolet måste vara rent, därför vaskades träkolet med vatten i ett vaskkar av kolskjutaren. Därvid sjönk sten och smuts till botten. Från kolhuset fraktades träkolet till smedjan via linbana. Träkol till härden kom i en bana upptill och störtade ned i det stora plåtschaktet intill härden (till vänster i bilden) där det togs ut nedtill och manuellt skyfflades in i härden av smedsdrängen. Därtill skulle lite slagg (färskslagg) från hammaren blandas i och smältas ner. Tackjärn (nedtill till höger i bilden) matades in i härden av smeden. Het förvärmd förbränningsluft infördes genom två vattenkylda munstycken (formor). Förbränningsluften (blästerluften) kom från en blåsmaskin. Tackjärnet förvärmdes först längst in i ugnen, därefter flyttades det ovanpå den brinnande kolbädden och smältes sedan genom det brinnande kolet och slaggen. Därvid oxiderade tackjärnet och kolhalten i järnet sjönk. Smältan i botten bröts manuellt upp i kolbädden (råbrytning). Råbrytningarna ledde till så kraftig oxidation av kolet att hela blandningen av järn, slagg och träkol började koka. Under koket bildades klumpar av järn med låg kolhalt, så kallade färskor. Processen kallas för färskning. 

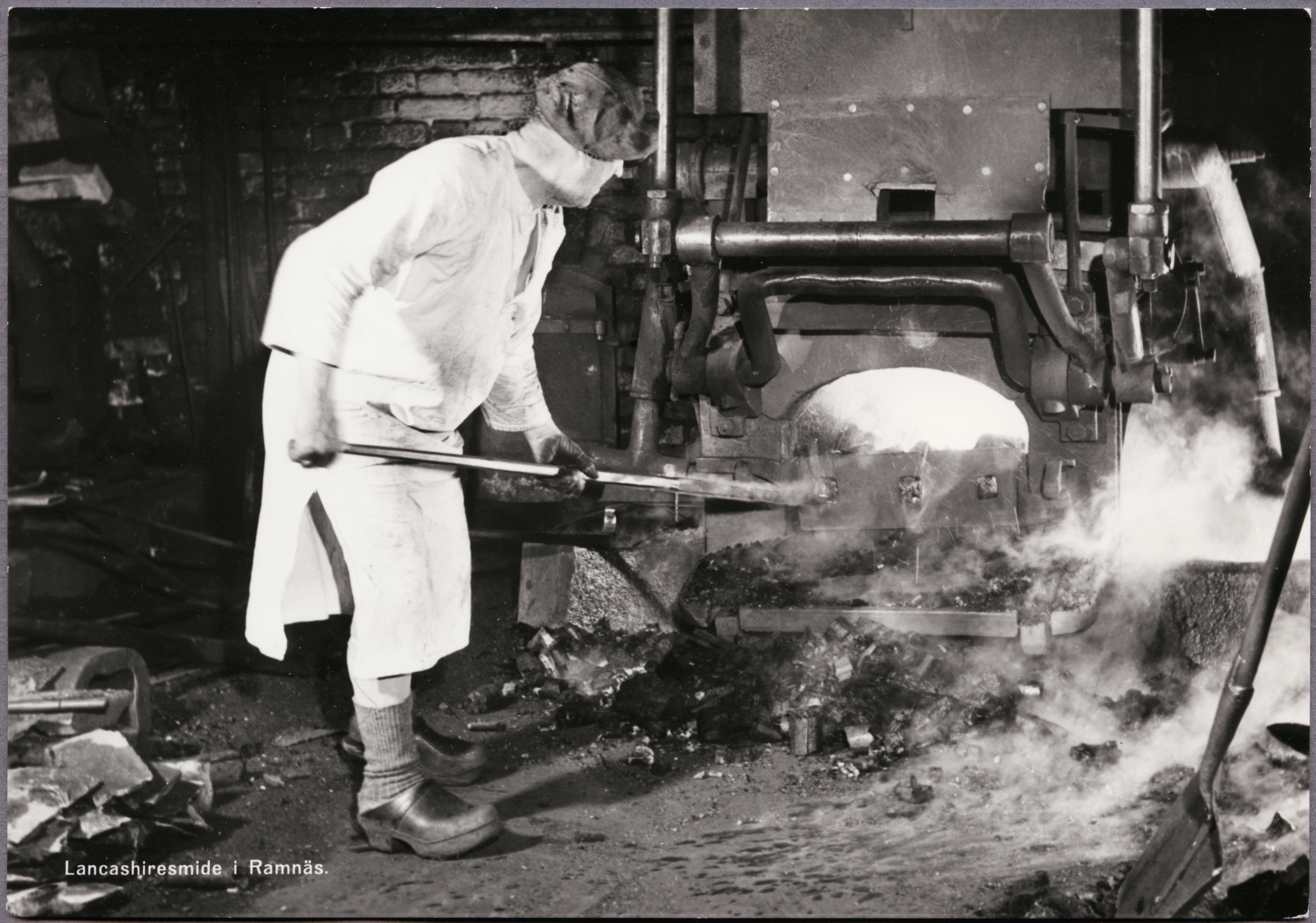
Lancashiresmed i arbete 1963.

Enligt smederna var det en stor konst att veta när färskningen var klar. Detta gjordes i flera omsmältningar. Råbrytningarna var ett oerhört arbetsamt moment som gjordes framför den heta fronten på härden. Smeden använde då ett brytspett. Ett spett sticker ut ur härden i bilden ovan. Brytningen underlättades av de upp- och nedgående horisontella hjälpbrytarna som syns framför härden. Smeden krokar i kroken på spettet och hjälpbrytaren tvingade ner spettet under smältan. Smeden tvingade därefter upp smältan genom kolet. Efter råbrytningarna gjordes färskbrytningar som inte var så påfrestande eftersom det var separata färskor. Samtliga färskor skulle droppa ned genom kolen till botten av härden, där smältan bildades (den så kallade sulan). Därmed fullständigades färskningsprocessen. För den slutliga uppbrytningen användes ett speciellt grovt spett. Det syns till vänster i bilden. Det kallades storspett eller länsman. Dess längd är ca 170 cm, vikt 50 – 70 kg. Med en lång krok vändes smältan över i smältkärran. En smältkärra syns framtill i bilden. En smältprocess tog ungefär en timme. Smedsdrängen sköt kärran med smältan över till ånghammaren.

### Ånghammaren

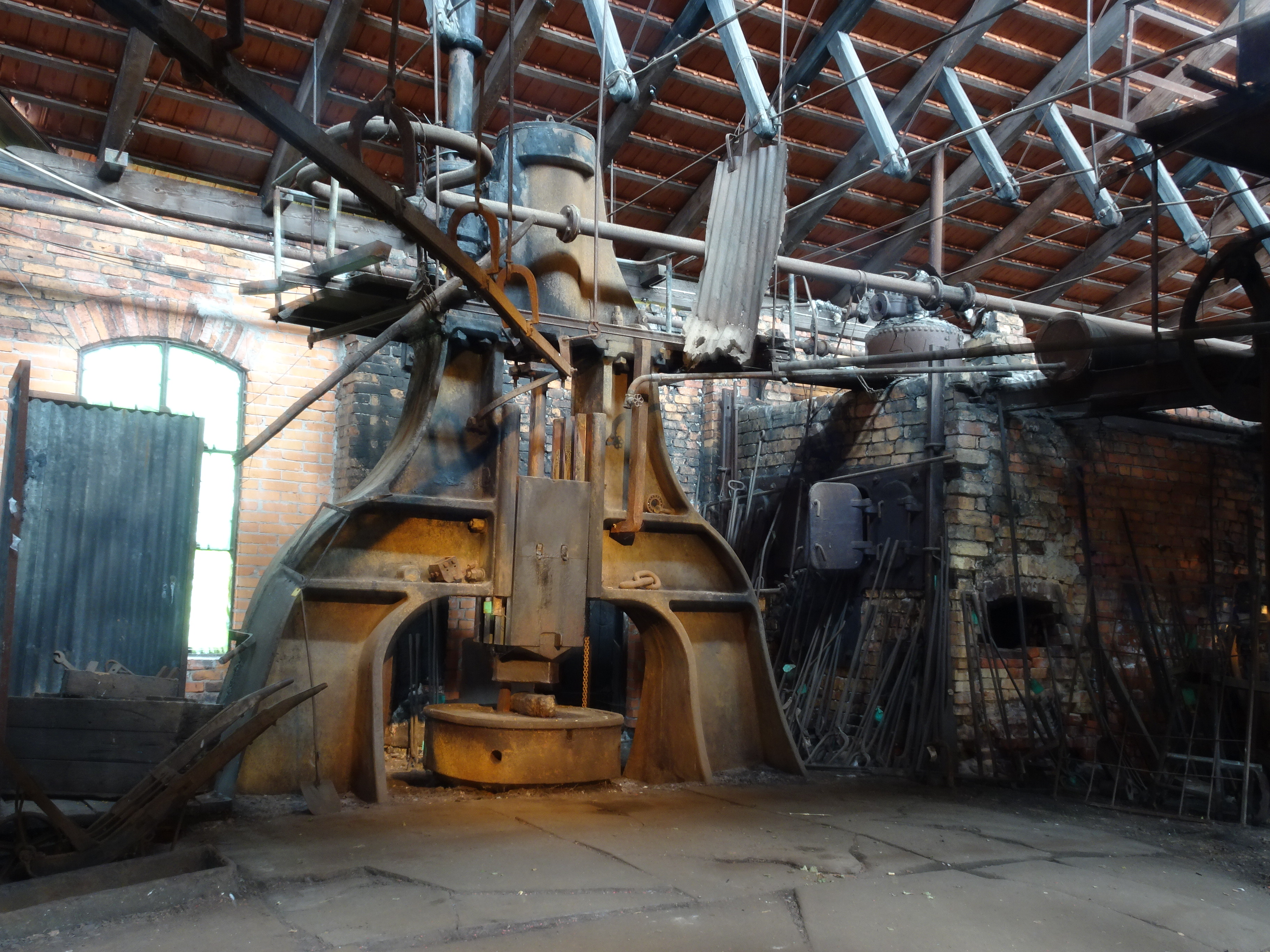
Ånghammaren.

Smältan baxades över från kärran till ånghammaren av hjälpsmeden. Därefter var det hopslagaren som tog över arbetet tillsammans med ånghammarreguleraren. Reguleraren manövrerade ångreglaget och bestämde därmed hammarens gång. Hopslagaren knep om smältan med en lång tång. Den runda smältan formades till ett kvadratiskt tvärsnitt, varvid slagg slogs loss och senare delades smältan upp i mindre smältstycken. Detta gjordes genom upprepade slag med hammaren. Hopslagaren vred smältan ett kvarts varv mellan varje slag. Den långa tången lossades och vreds ett kvarts varv, hopslagaren tog nytt tag igen innan hammaren fick slå till igen. En ånghammare krävde mer passning än en vattendriven hammare. Den slog av sig självt så länge dammluckan var öppen. Reguleraren beordrade ett slag i taget med ventilen till ånghammaren. Reguleraren måste passa på rätt ögonblick när hopslagaren hade lagt smältstycket i rätt läge. Om slaget kom fel, kunde hopslagarens tång träffas och detta kunde leda till allvarliga skador på hopslagaren. Hopslagaren delade smältan i lagom stora stycken med ett långt huggjärn som drevs ner av hammaren. Dessa formades till avlånga smältstycken med kvadratiskt tvärsnitt.  När detta var klart baxade hjälpsmeden över smältstyckena på en smältstyckekärra som han sköt till vällugnen för värmebehandling. 

### Vällugnen
Vällugnen matades i den svalaste änden med smältstycken från ånghammaren. Vällugnen värmde (vällning = värmning) smältstyckena före valsning. Smältstyckena lyftes upp till och knuffades genom hela ugnen med hjälp av en sektorinskjutare. I koltornet förbrändes trä som kunde vara uppblandat med torv och stenkol. Förbränningen skedde med syreunderskott. Då genererades en brännbar gas (gengas). Den brinnande gengasen leddes genom alla härdarna. Den hetaste ligger närmast koltornet. Ugnen lutar neråt mot koltornet, där smältstyckena nådde en sluttemperatur av ca 1 200 °C. Detta var en lämplig temperatur för valsning.  Från vällugnen går en transportbana i taket till grovverket och en annan transportbana till finverket.

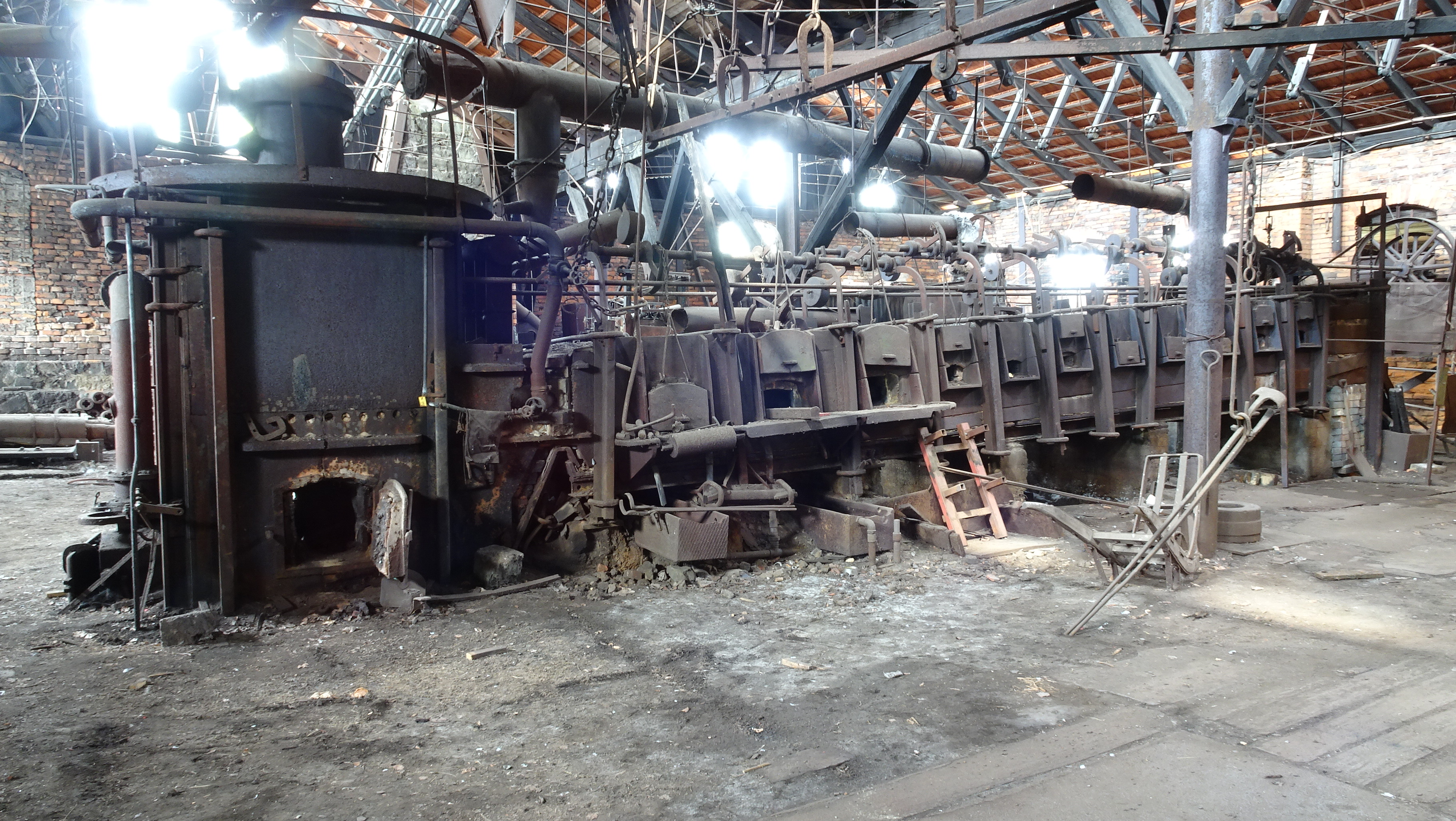
Vällugnen med koltornet till vänster. I taket går transportbanor till valsverken.
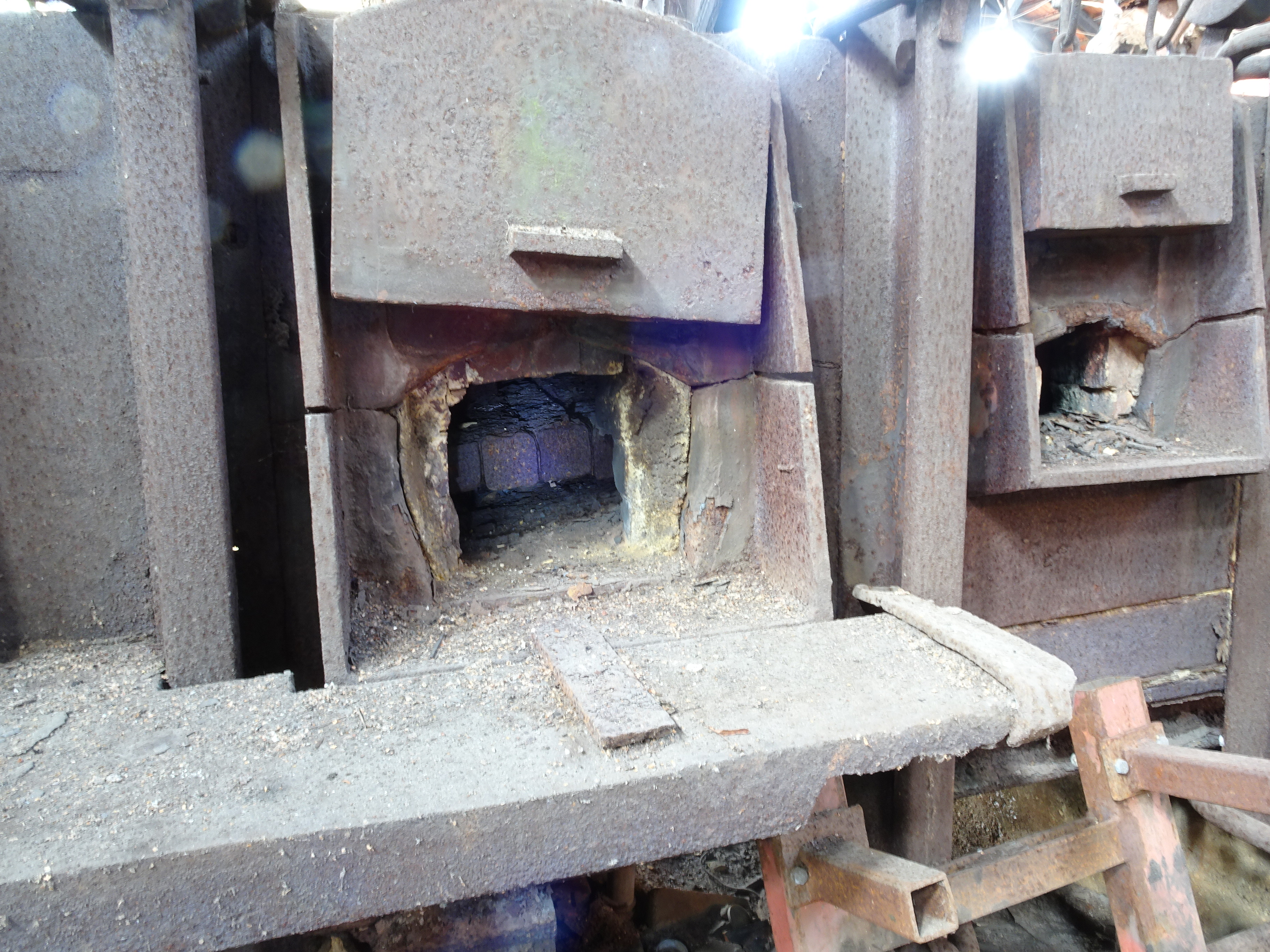
Smältstyckena i ugnen syns genom hålet
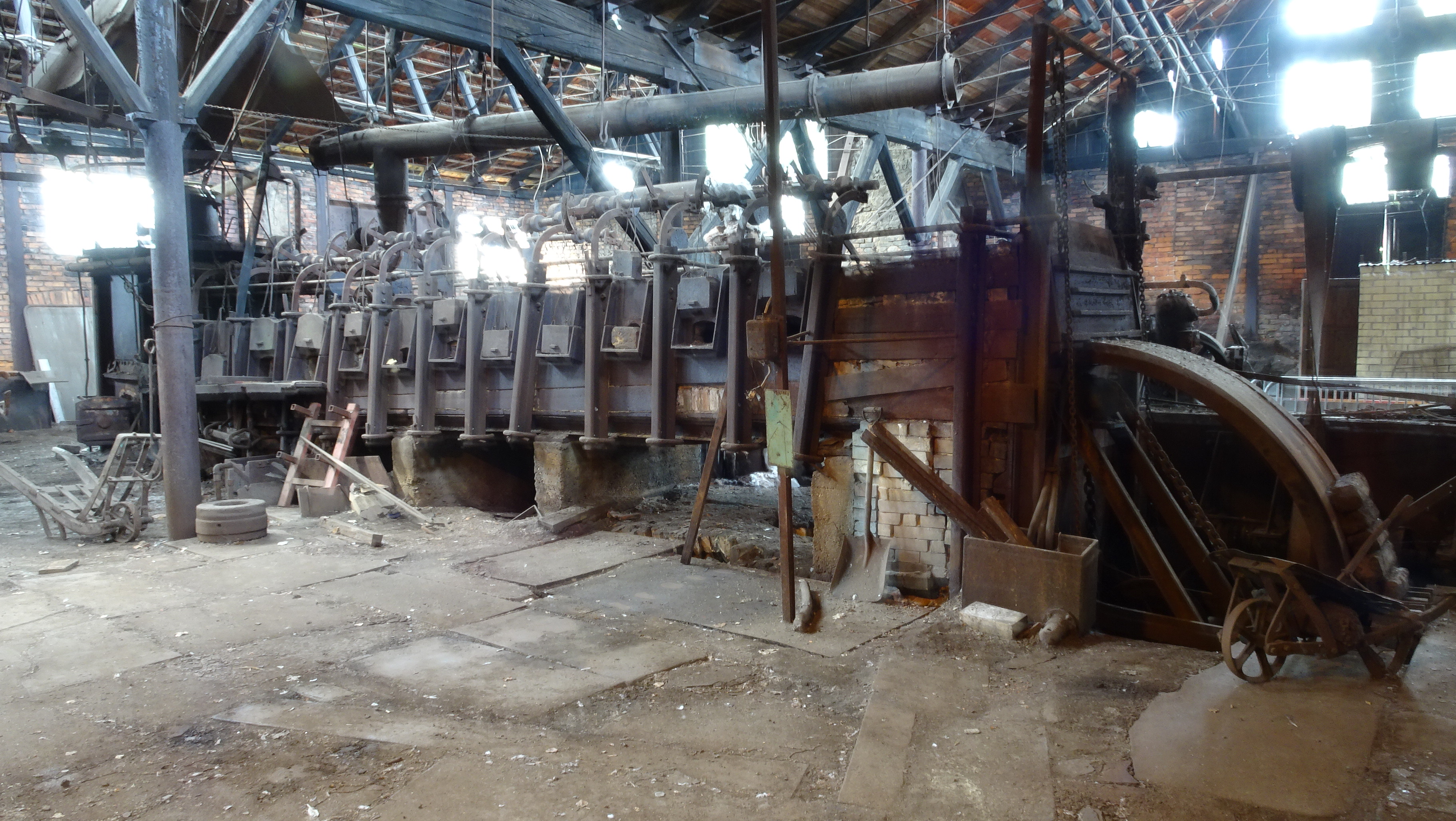
Smältstyckena lyfts in i vällugnen av sektorinskjutaren till höger. I ugnen knuffas de successivt åt vänster mot koltornet.

### Finvalsverket
Finvalsverket elektrifierades tidigt, redan 1897. Finvalsverket som är ett så kallat triovalsverk (se valsverk), valsade rund stång i dimension 5 - 30 mm. De klenare dimensionerna kunde vindas ihop på en haspel. En kontinuerligt gående sax användes för att klippa lagom bitar.

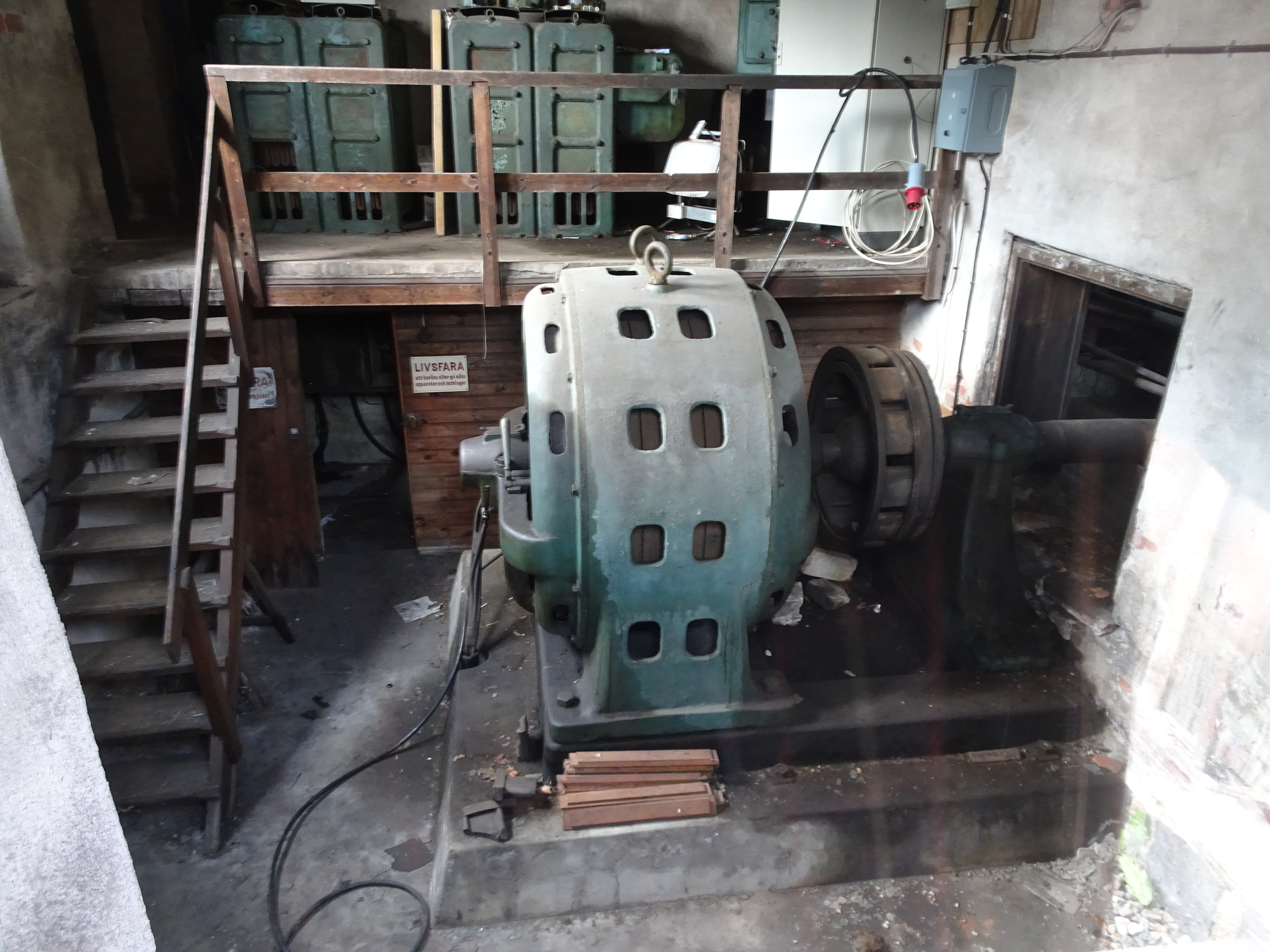
Motorn för finvalsverket
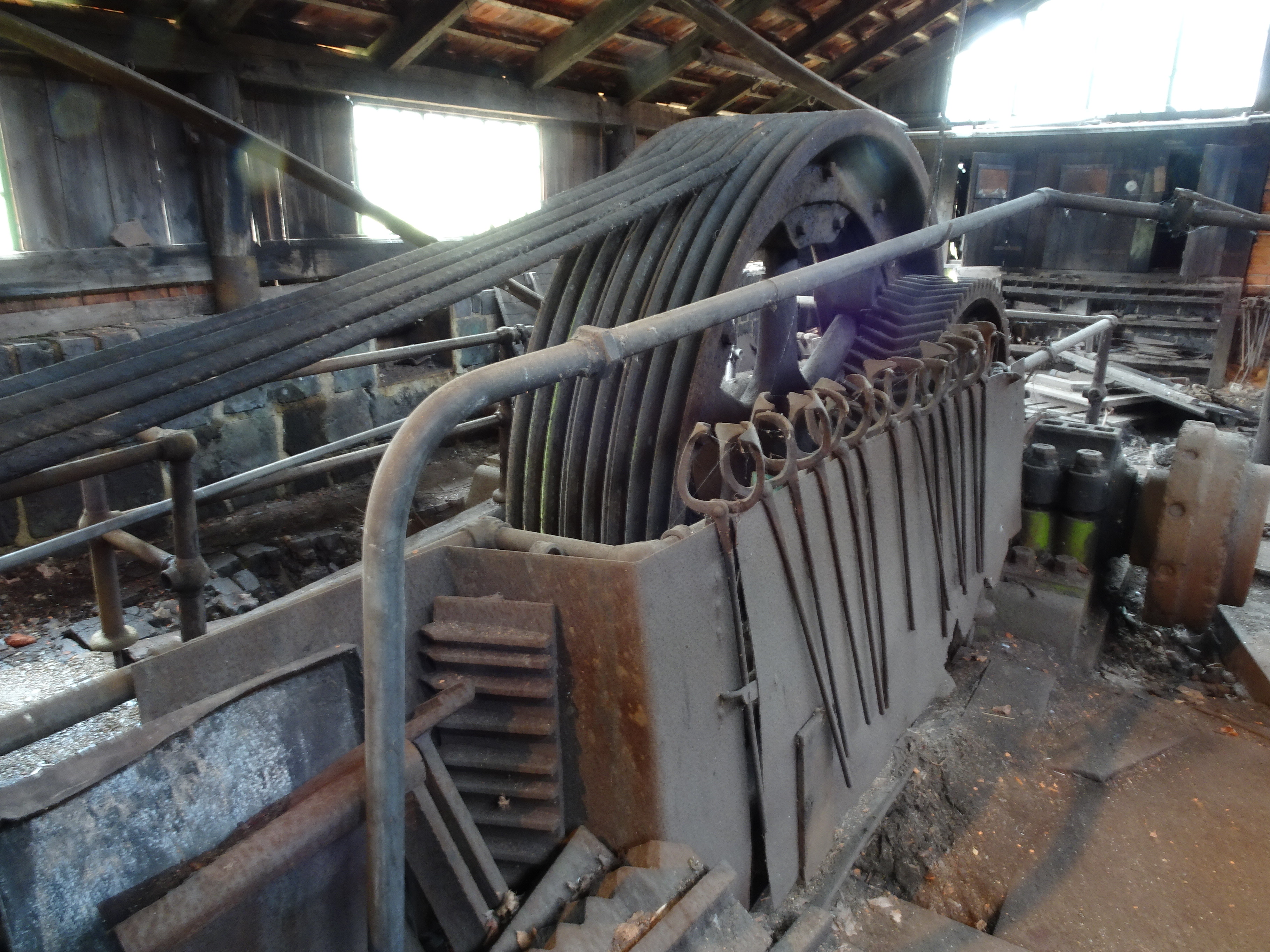
Kraftöverföring och svänghjul till finvalsverket.
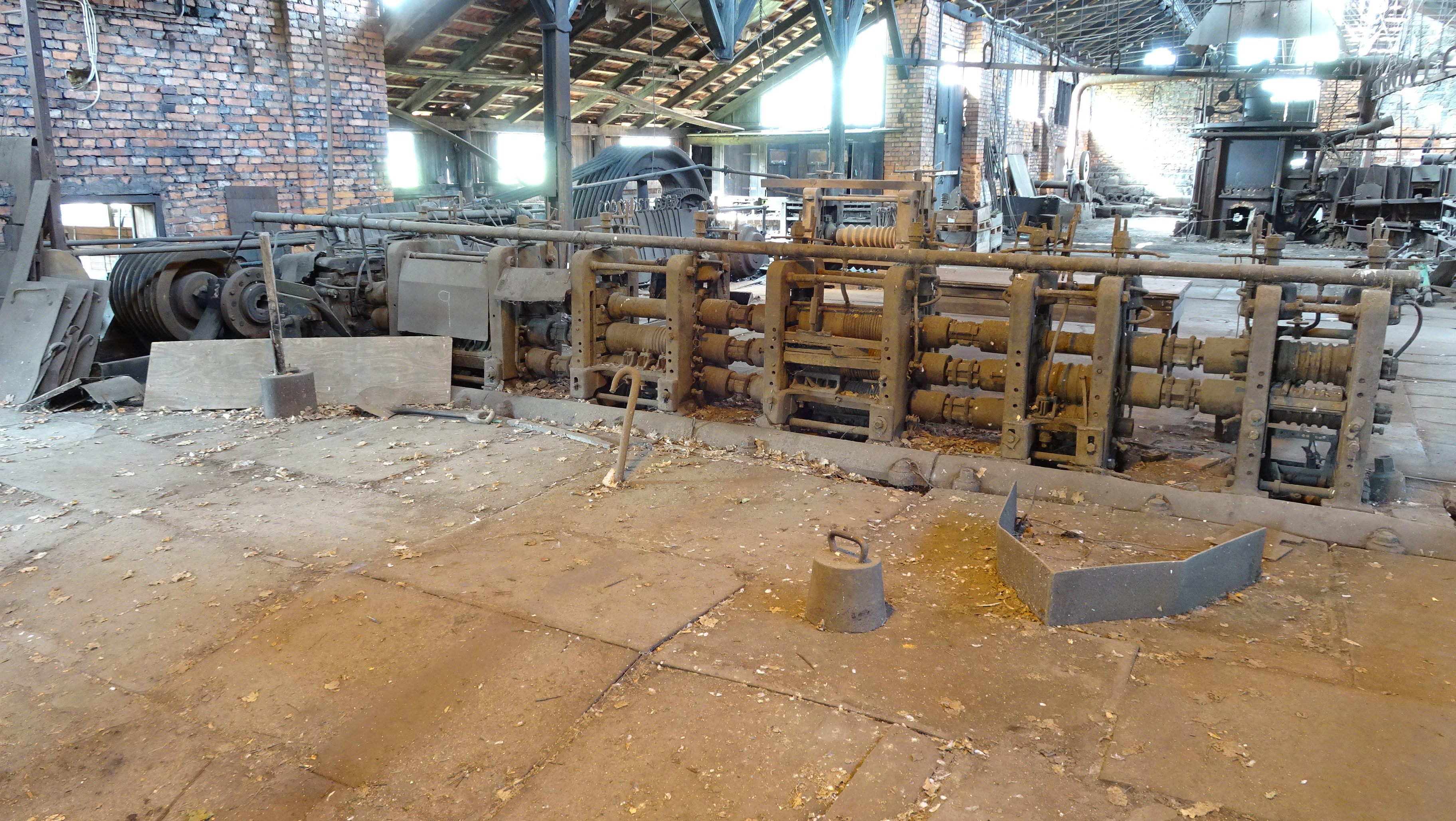
Finvalsverket.
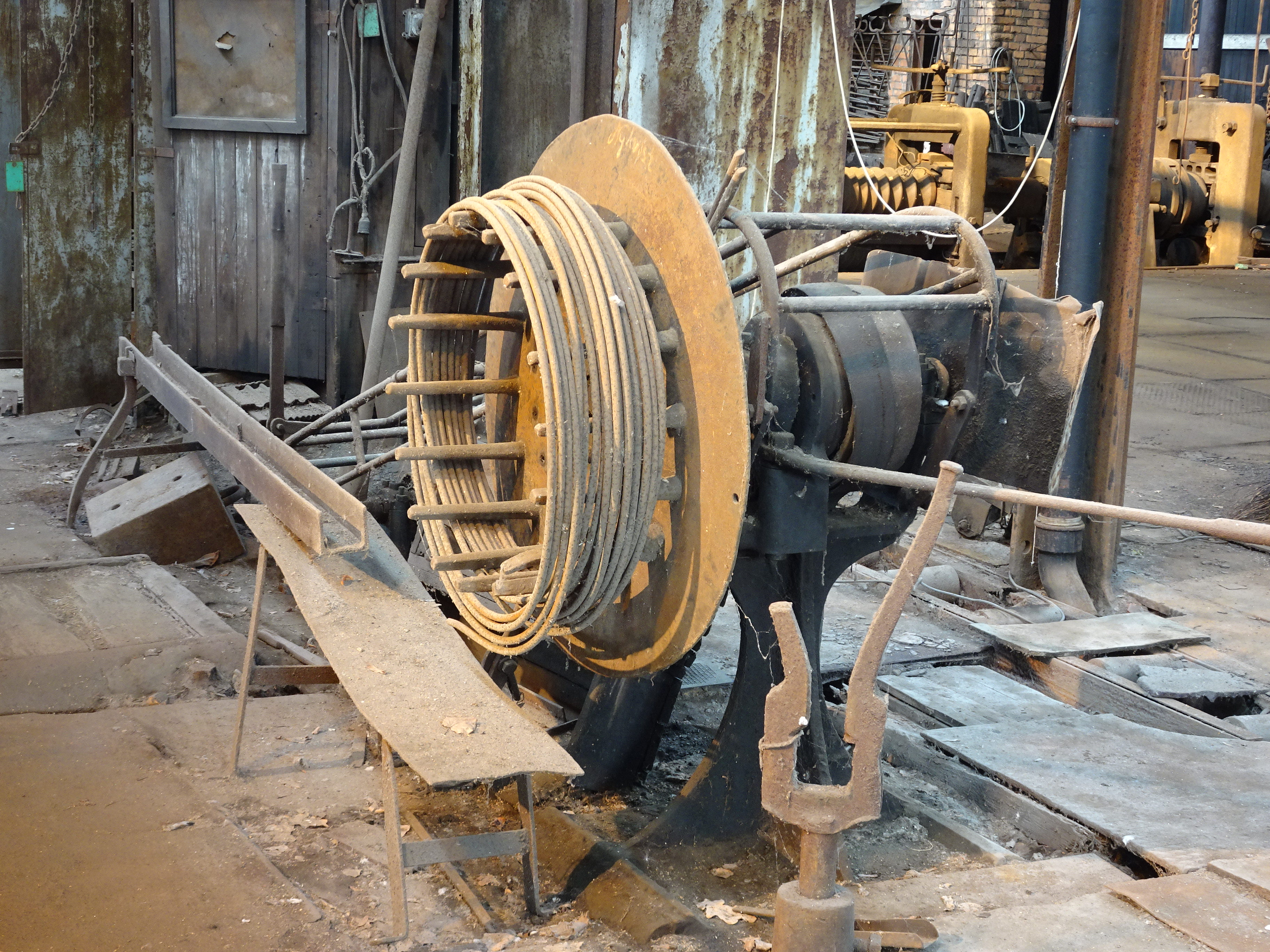
Haspel för tunnare stång.
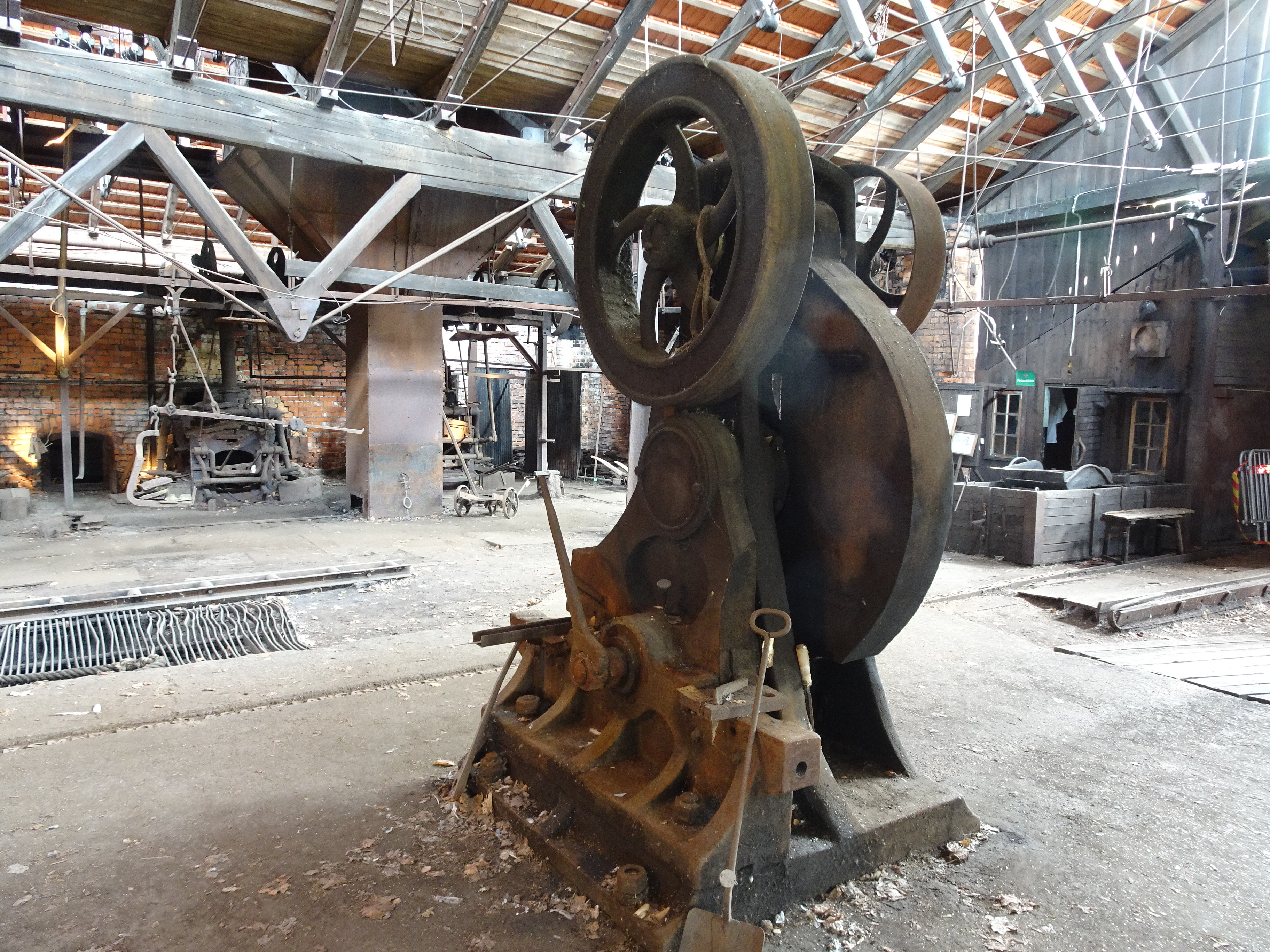
Kontinuerligt gående sax.

### Grovvalsverket och universalverket
Grovvalsverket, som är ett duovalsverk, valsar rund stång 30 – 100 mm. I linje med grovvalsverket finns ett universalvalsverk som har både horisontella och vertikala valsar för valsning till plattjärn med skarpa kanter. Detta levererades 1882, tillverkat av Morgårdshammar AB. Grovvalsverket och  universalverket drevs från början av vattenkraft, men elektrifierades 1917. En sax i golvet användes för att klippa av stängerna. Valsverket var i drift till 1970. I södra änden av byggnaden finns en utbyggnad, kallad rätarbanan, där de valsade stängerna skulle ligga och kallna.

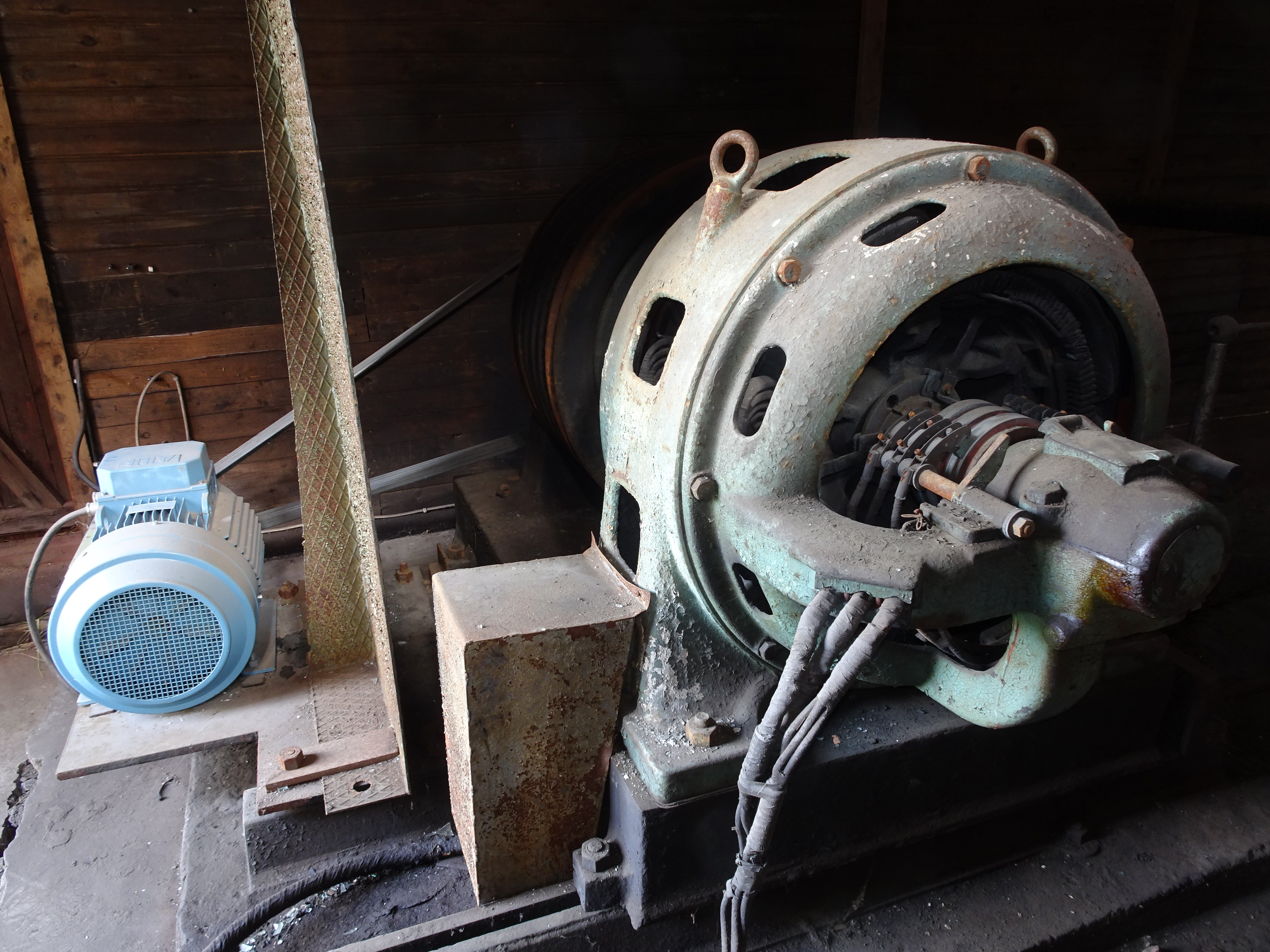
Asea trefas elmotor på 100 hkr från 1915. Liten ny ABB motor 45 hkr.
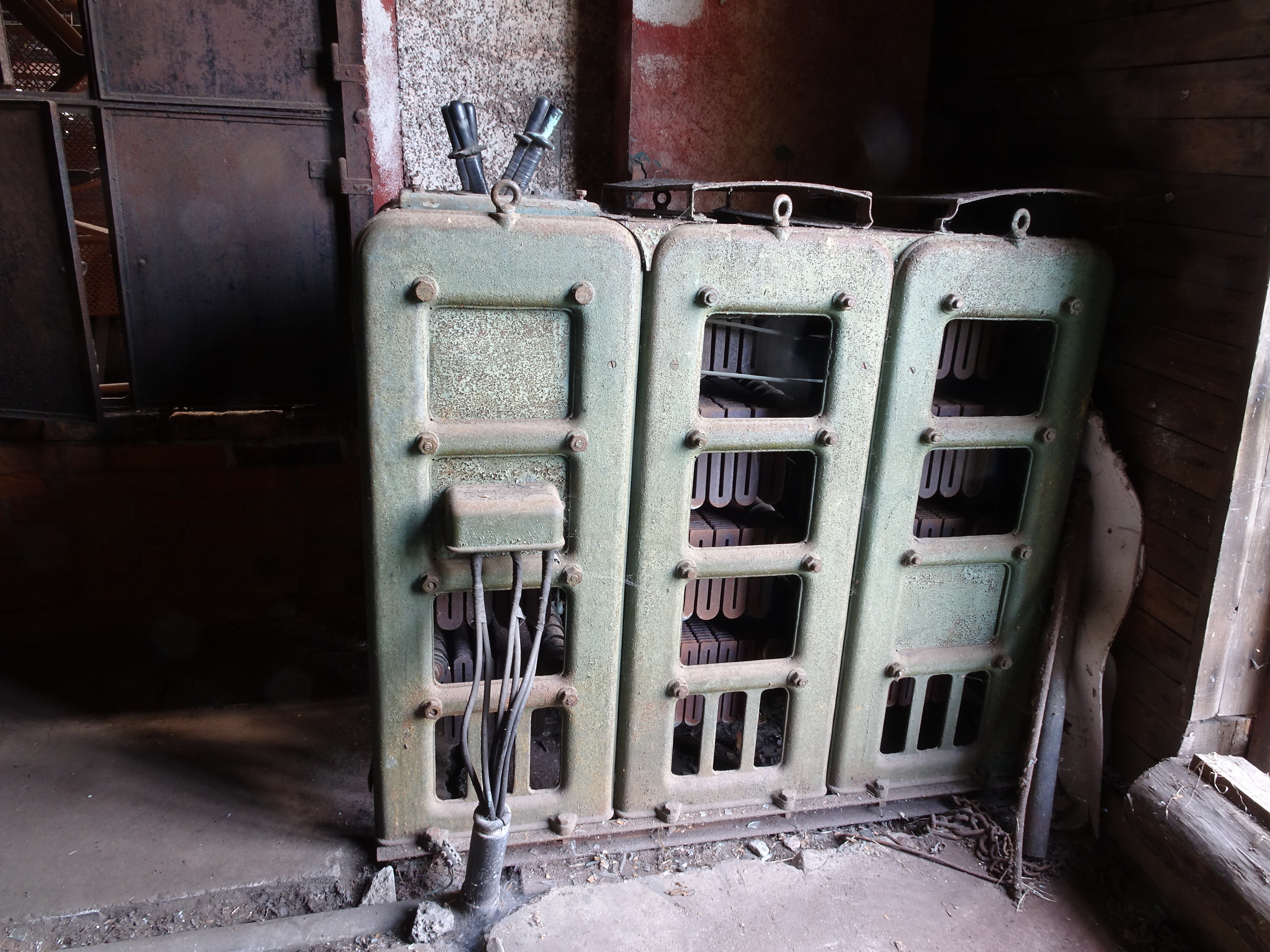
Pådrag för start av motor 30 Ampere.
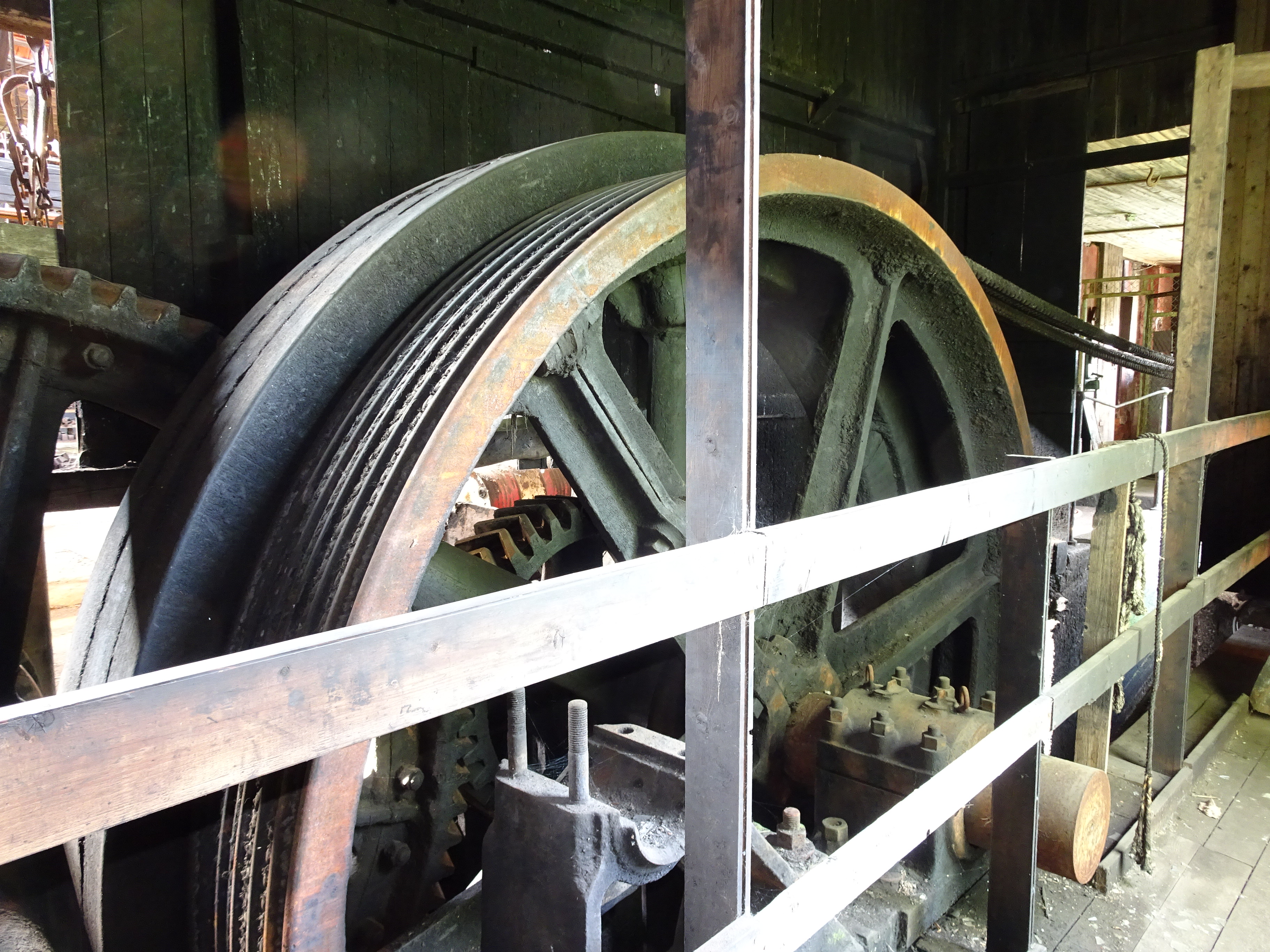
Svänghjulet till grovverket.
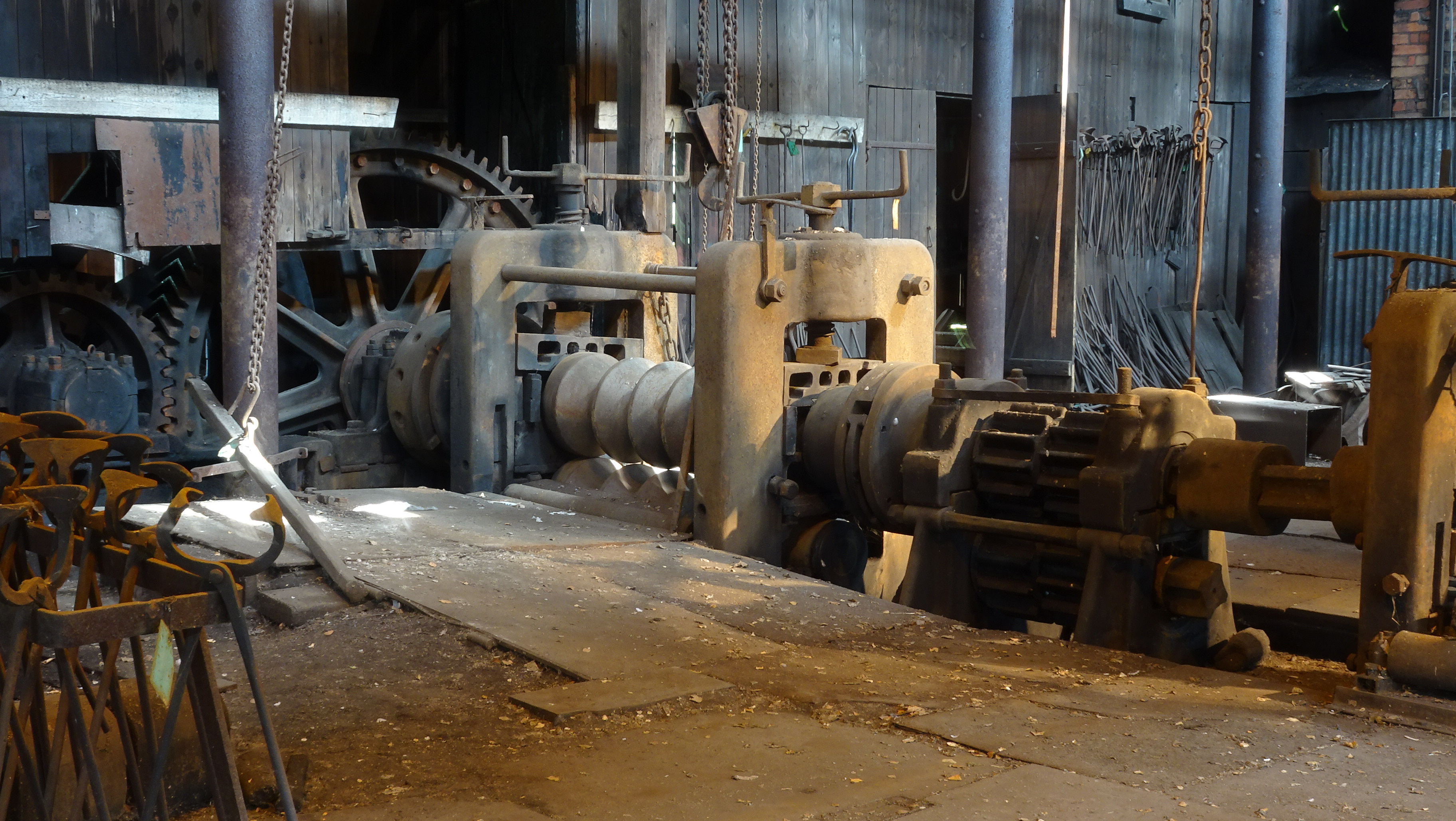
Grovverket, inmatning längst till vänster, successivt tunnare genom valsarna åt höger.
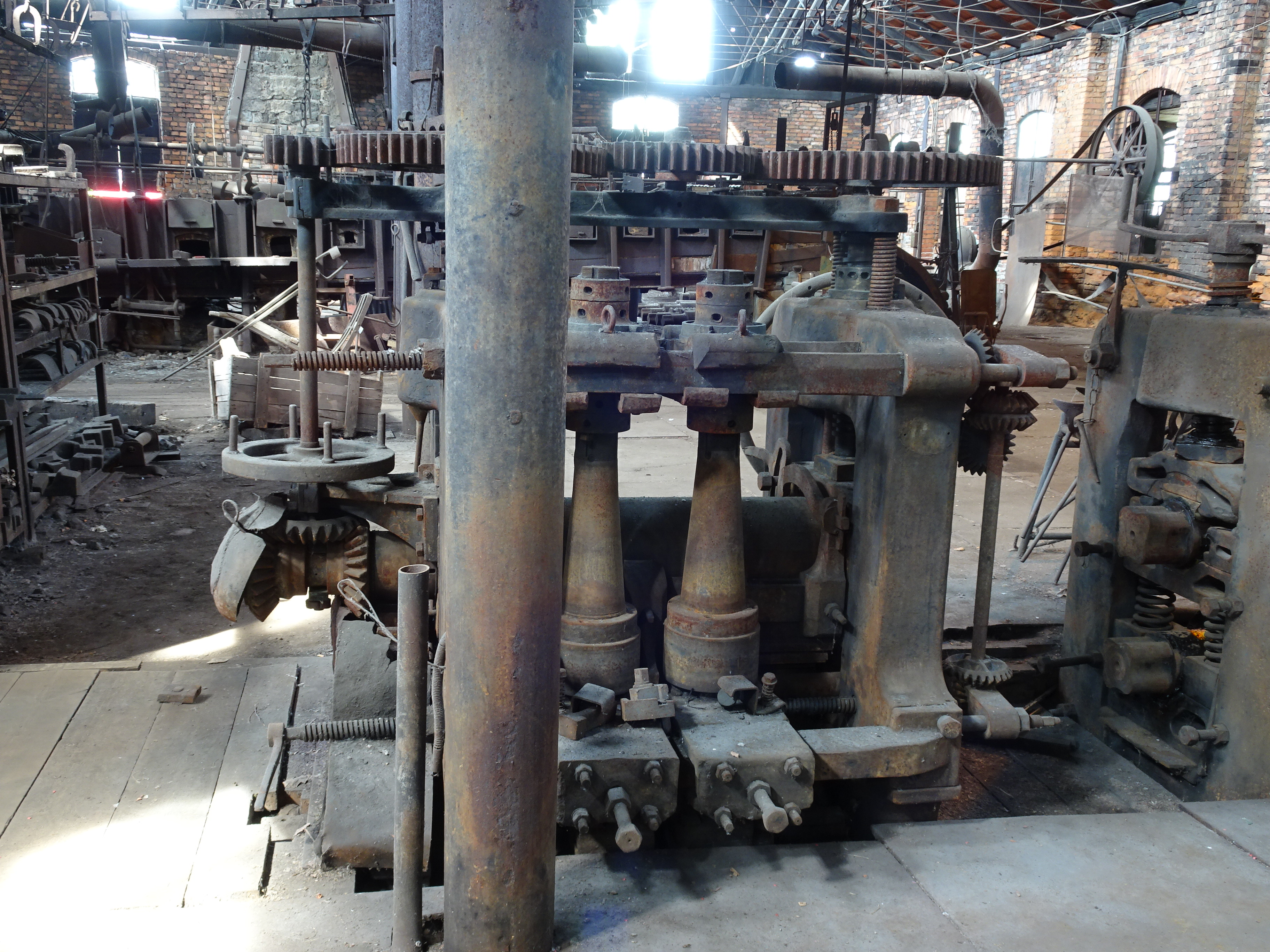
Universalvalsverket.